# Waco 10

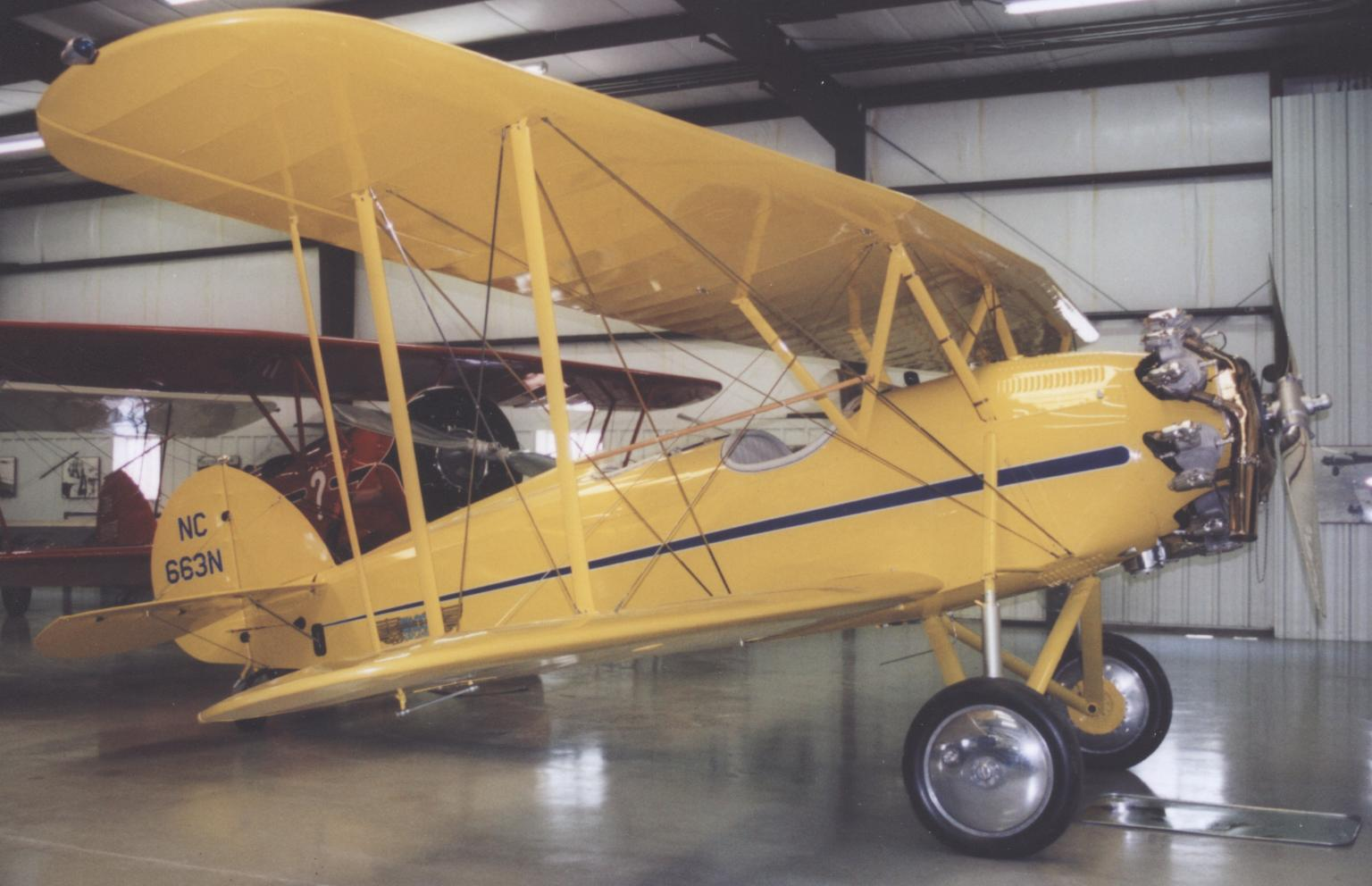
Waco ATO met taps toelopende vleugels en een Wright negencilinder stermotor

De  Waco 10 , vanaf 1928 hernoemd naar Waco GXE,  was een Amerikaanse familie van eenmotorige tweedekker vliegtuigen met drie open zitplaatsen. Ontwikkeld en geproduceerd door de Waco Aircraft Company. De eerste vlucht vond plaats in 1927. Er zijn totaal minstens 1623 exemplaren geproduceerd, waarmee dit toestel de meest verkochte Waco was.

## Ontwerp en historie
De Waco 10 was een iets grotere doorontwikkeling van de Waco 9, ontworpen door Charles Meyers. Het was een eenmotorig dubbeldekker vliegtuig met drie zitplaatsen verdeeld over twee cockpits. De achterste cockpit was voor de piloot. Daarvoor, onder de bovenste vleugel, bevond zich de passagierscockpit met twee side-by-side zitplaatsen (naast elkaar). De constructie van het vliegtuig bestond uit stalen buizen. De vleugels, met een Aeromarine 2A profiel,  werden bijeengehouden met staanders en spandraden en waren bespannen met doek. Zowel de bovenste als onderste vleugels hadden rolroeren, die met elkaar waren verbonden via een beweegbare verticale stang.
Het vaste landingsgestel had twee geveerde hoofdwielen met hydraulische schokdempers plus een staartwiel aan de achterkant. De motor bestond bij de eerste modellen uit een watergekoelde Curtiss 90 pk V-8 motor, afkomstig van overtollige legervoorraden. Latere modellen werden meestal geleverd met luchtgekoelde stermotoren van verschillende fabrikanten. 
De Waco 10 bezat uitstekende vliegeigenschappen. Door de lage overtreksnelheid (60 km/u), goede bestuurbaarheid en robuust uitgevoerde onderstel was het vliegtuig in staat om te starten en landen op kleine geïmproviseerde vliegveldjes.  Het toestel werd veel ingezet voor rondvluchten, bushflying en vliegopleidingen. Kleine vliegmaatschappijen gebruikte de Waco 10 onder meer als luchttaxi.

## Barnstormers
De Waco 10 werd in de jaren 1920 en 1930 ook veel gebruikt door de zogenaamde Barnstormers die alleen, of georganiseerd in vliegende circussen, rondreisden door Amerika om het publiek te laten kennismaken met de luchtvaart.

## Varianten

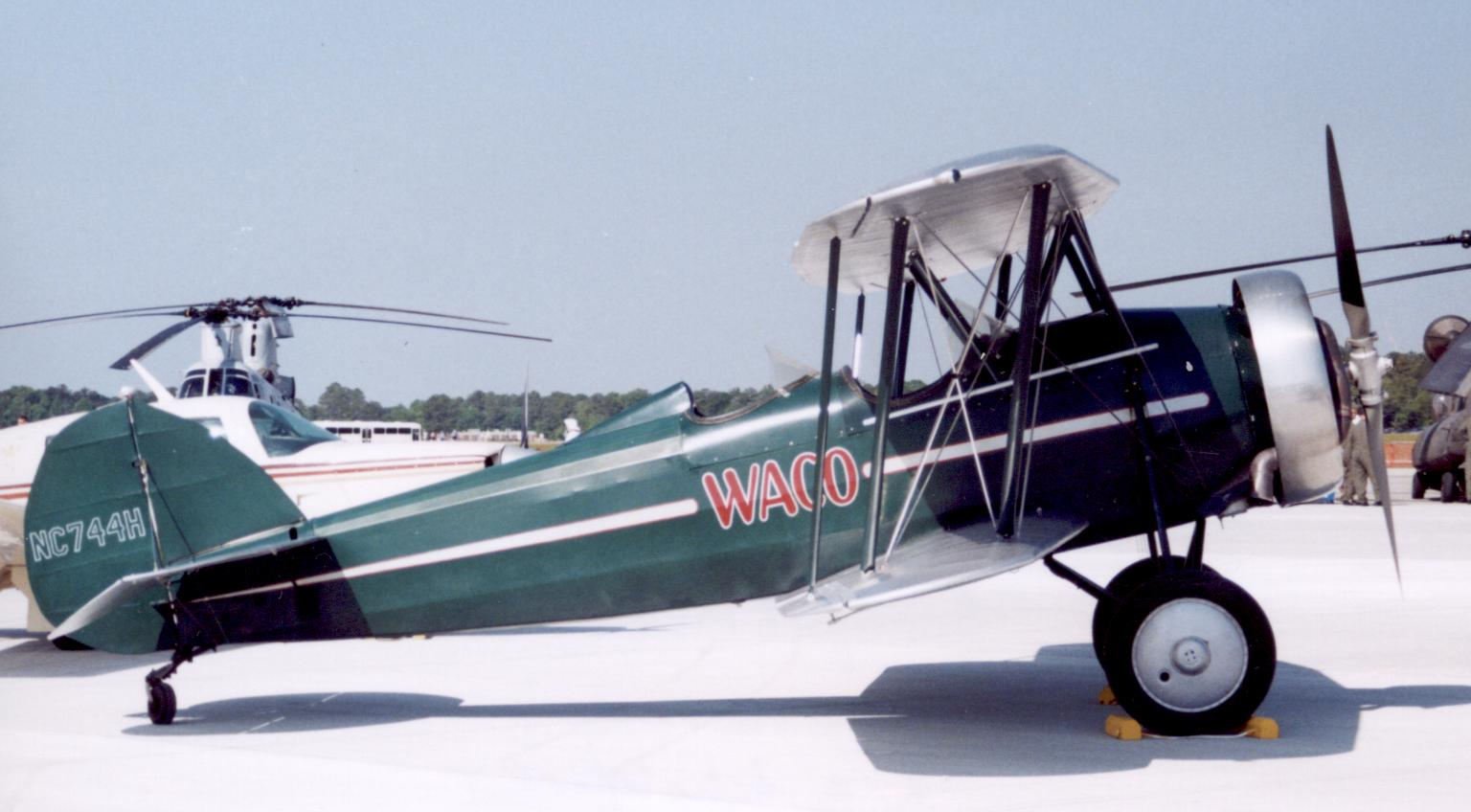
Waco CTO (bouwjaar 1929)

Vanaf 1928 ging de firma Waco over op nieuwe aanduidingen voor het Waco 10 vliegtuig. Eerst werd het de Waco GXE. Later werd overgegaan op een drieletterige type-codering waarbij de eerste letter stond voor het type motor. De tweede letter was een S (Straight, rechte vleugel) of een T (Tapered, Taps toelopende vleugel). De laatste letter O betekende dat het een Waco 10-variant betrof. Een –A achtervoegsel stond voor een militaire variant met bewapening. 
Belangrijke modellen:
Waco 10 (GXE)Model met een 90 pk Curtiss OX-5 V-8 motor.
Waco 10-W (ASO)Model met een 220 pk Wright J-5 stermotor.
Waco 10-T (ATO)Uitgerust met een 220 pk Wright J-5 stermotor en taps toelopende vleugels.
Waco 10-H (DSO)Model met een Hispano-Suiza 8A V-8 motor van 150-180 pk.
Waco CTOUitgerust met een 225 pk Wright J-6-7 stermotor en taps toelopende vleugels.
Waco MailplanesAlternatieve codering: Waco JYM en JWM. Uitgerust met Wright stermotoren van respectievelijk 300 en 330 pk. Met een 35 cm verlengde romp voor extra vrachtruimte.
Waco HSO & HTOVarianten met een Packard DR-980 luchtgekoelde diesel-stermotor. Hoewel de Packard dieselmotoren een zuinige en betrouwbare reputatie hadden, waren ze weinig geliefd vanwege de smerige uitlaatgassen en hevige trillingen.
WACO 240-AMilitair gevechtsvliegtuig voor de export met een 240 pk stermotor. Bewapend met een .30 Browning machinegeweer. Bommenrek voor vijf bommen van 11 kg of twee van 45 kg.
WACO 300-AMilitair gevechtsvliegtuig voor de export met een 300 pk stermotor.